# یواس‌اس سیمران (ای‌او-۲۲)
یواس‌اس سیمران (ای‌او-۲۲) (به انگلیسی: USS Cimarron (AO-22)) یک کشتی بود که طول آن ۵۵۳ فوت (۱۶۹ متر) بود. این کشتی در سال ۱۹۳۹ ساخته شد.